# Diseoblax wrightii
Diseoblax wrightii is een keversoort uit de familie van de boktorren (Cerambycidae). De wetenschappelijke naam van de soort werd in 1880 als Macrotoma wrightii gepubliceerd door Charles Owen Waterhouse.